# 포도
포도(葡萄, grape)는 포도속(Vitis) 식물의 총칭, 또는 그 열매를 말한다. 포도의 품종에는 포도(V. vinifera)·미국포도(V. labrusca)·교배종이 있다. 포도(V. vinifera)는 전파 과정에 따라 남유럽계·중앙아시아계·동아시아계 등의 재배형으로 분화하였으며, 오늘날까지 총 15만 여 품종이 만들어졌다. 패도(孛桃)라고도 한다.
포도 열매는 가공되지 않은 상태로도 먹을 수 있는 과일이며, 포도주, 주스, 젤리 등을 만드는 데에도 사용된다. 건포도를 만들어 사용하기도 한다. 흔히 볼 수 있는 보라색의 포도 외에도 붉은색, 흰색, 녹색 등 다양한 색의 종이 있다.

## 개요
포도과의 낙엽성 덩굴식물로 선사시대부터 인류와 함께 한 과일이다. 덩굴손을 길게 뻗어 다른 물체를 감으면서 자란다. 꽃은 담록색을 띠며 대개 5-6월에 핀다. 포도나무의 열매는 식물학적으로 장과(漿果)에 속하며, 한 그루에 적게는 6송이에서 많게는 300송이가 맺힌다. 열매는 변종에 따라 검은색, 파란색, 황금색, 녹색, 자주색, 붉은색, 흰색 따위를 띤다.  포도나무는 심은 지 2-3년이면 열매를 맺기 시작하며, 연평균 기온이 11-15°C 되는 지역에서 잘 자란다. 꺾꽂이로도 번식시킬 수 있으나 접붙이기를 한 묘목을 길러서 가을에 심기도 하며, 추위에 약한 품종은 봄에 심는다. 포도나무는 1년생 가지에 생긴 눈에서 순이 터서 3-4째 마디에 열매를 맺는다. 포도알을 잘 맺게 하려면 꽃 피기 1주일 전에 새 순의 끝을 잘라 주는 것이 좋다. 포도알이 익으면 껍질에 흰 가루가 덮이는데, 이것은 농약이 아니고 효모의 일종이므로 떨어지지 않게 주의해서 거둔다.  포도나무는 크게 유럽종, 미국종, 교잡종으로 나누어진다. 유럽종은 세계에서 재배되는 모든 포도나무의 약 95%를 차지한다. 유럽종은 포도주용, 생과일용, 건포도용 변종으로 나눌 수 있다. 포도주용 포도는 품질 좋은 포도주를 제조하는 데 필요한 천연 과일산과 당이 알맞게 들어 있다.

## 역사
포도를 처음 재배한 곳은 6000~8000년 전 서아시아에서였다.
포도주를 만들었던 흔적 중 가장 오래된 것은 조지아에서 발견된 8000년 전 유적이다. 포도 껍질에 자연적으로 있는 효모로 발효시켰을 것이라고 추측된다. 가장 오래된 양조장은 아르메니아에서 발굴된 기원전 4000년경의 아레니-1 양조장이다.
포도를 동아시아에 전파한 것은 기원전 2세기 장건으로 알려져 있다. 《사기》 중 〈대완열전〉의 기록에 따르면 대완(지금의 우즈베키스탄 페르가나)에서 ‘한나라 사신’(장건)이 포도씨를 가져가 한나라 황제에게 바쳤다고 한다.

## 어원
《사기》(기원전 1세기)에는 포도가 蒲陶·蒲萄로 기록되어 있다. 베르톨트 라우퍼와 제리 노먼은 이것이 당시 대완에서 쓰였던 박트리아어의 *budāwa 또는 *bādāwa를 차용한 것으로 추정했다.:225 중국어 蒲陶가 ‘(포도)송이’를 뜻하는 고대 그리스어 ‘보트루스(βότρυς)’에서 비롯됐을 것이라는 설도 있으나, 라우퍼는 그리스-박트리아 왕국의 민중이 그리스어를 썼을 가능성이 낮다며 이를 반박했다.:225-226

## 영양가
포도는 81%가 수분, 18%가 탄수화물, 1%가 단백질이며 무시할만한 수준의 지방이 있다. (표 참고)

## 포도 품종

### 식용
- 캠벨 얼리 (Campbell Early)

한국에 가장 많이 분포되어 있는 포도의 종이다. 껍질은 매우 진한 보라색을 띠며 매우 달다.
- 거봉

- 청포도

- 머루포도 (MBA)

머루포도 (MBA)는 유난히 포도송이가 크고 알이 많이 달려 있으며 과일 중에 당도가 가장 높은 특징을 가지고 있다.
- 크림슨 포도(Crimson seedless)

크림슨포도는 씨없는 포도로 진한 붉은색과 갈색을 띠며 매우 달다.

### 적포도주용

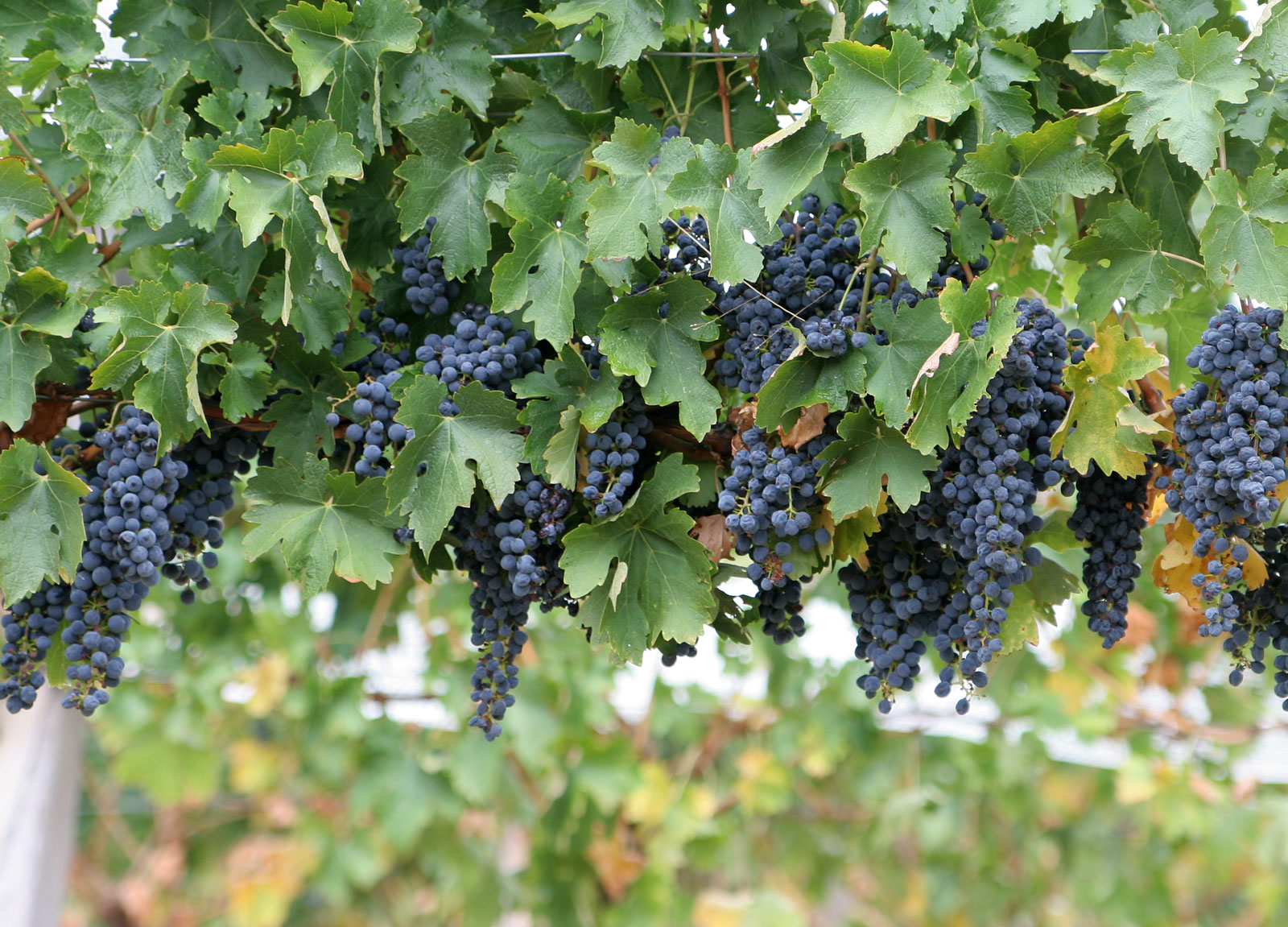

- 카베르네 소비뇽(Cabernet Sauvignon)
프랑스의 보르도, 보르도를 감싸는 남서지역, 르와르, 랑그독-루시옹에서 재배하며 이탈리아 토스카나에서 슈퍼 투스칸 스타일의 와인을 만드는 데 사용되기도 한다. 기타 신세계국가(와인에서 신세계 국가라고 하면 보통 미국, 칠레, 아르헨티나, 오스트레일리아, 남아프리카공화국 등의 나라를 일컫는다)에서도 재배된다. 이 포도는 4가지 특징을 가지고 있는데, 작은 포도알, 깊은 적갈색, 두꺼운 껍질, 많은씨앗이 그것이다. 씨앗은 타닌 함량을 풍부하게 하고, 두꺼운 껍질은 색깔을 깊이있게 나타낸다. 영 와인 일때는 떫은 맛이 강해서 거칠지만 오크통 숙성을 통해 맛이 부드러워진다. 풀-바디한 맛을 가지고 있고 블랙커런트, 체리, 자두 그리고 다크초콜릿을 연상시키는 향을 가지고 있어 스테이크 같은 중후하고 고급스러운 고기요리에 잘 매칭된다.

- 피노누아(Pinot Noir)

프랑스 부르고뉴 지방의 주품종으로서 부르고뉴에서 생산된 적포도주의 99.9%이상이 피노 누아로 만든 와인이다. 그 외에 이탈리아와 독일, 신세계 국가에서 재배한다. 껍질이 얇아 타닌이 적고 베리계열(딸기, 블랙베리, 블루베리 등)의 향을 띠어 가벼운 느낌을 주는 와인을 만들 수 있다. 게다가 산도도 다른 레드와인에 비해 높아 해산물과 매칭이 잘 되는 것으로 알려져 있으며, 그래서 일본인들이 많이 찾는 와인으로도 유명하다. 하지만 병충해에 약하기 때문에 버건디 지방처럼 자연재배로 만든 와인일 경우에는 값이 비싼 것이 흠이며 고급 샴페인을 만들 때도 쓰인다.
- 시라(Syrah)

프랑스 론 북부지역에서 많이 재배되며 랑그독지역과 기타 신세계국가에서 재배된다. 특히 호주에서는 이 시라즈(영어식이름)품종을 고급와인의 주품종으로 사용한다. 탄닌이 다른 레드품종에 비해 매우 높으며 모든 레드품종 중에서 가장 터프하고 풀-바디한 맛의 와인을 만든다. 진하고 선명한 적보랏빛 색상이 일품이며 풍부한 과일향과 스파이스 계열이나 스모키향, 후추향이 거의 대부분의 향을 이루고 있다.
- 메를로(Merlot)

프랑스 브로도, 쌩떼밀리옹, 뽀므롤에서 주로 사용되는 품종으로서 최근에는 조금 강한듯한 느낌의 카베르네 소비뇽을 대체하는 추세이다. 덧붙이자면, 보르도지방에서는 보통 카베르네 소비뇽, 메를로, 카베르네 프랑을 섞어 와인을 만드는데, 점점 카베르네 소비뇽보다 이 메를로의 배합 비율을 높이고 있는 추세라고 한다. 그 외에 이탈리아와 신세계 와인국가에서 사용된다. 맛은 카베르네 소비뇽보다 더 부드럽고 프레쉬하며 적당한 탄닌과 산도로 부담스럽지 않은 맛으로 평가받고 있다. 뽀므롤의 최고급 와인 '샤또 페트루스'와 '르 팽'의 주품종이기도 하다. 베이스 아로마는 자두, 약간의 민트, 장미향.
- 가메이(Gamay)

보졸레누보로 유명한 프랑스 보졸레지방의 주품종. 그 외에 프랑스 르와르벨리와 동유럽, 미국 캘리포니아 등지에서 재배한다. 이 품종은 원래 버건디지방 품종이었는데, 버건디 밑의 보졸레지역에서 이 가메이를 옮겨와서 재배하기 시작한 이후로 버건디에서는 가메이를 재배하지 않게 되었다. 포도자체가 생명력이 강해서 단위면적당 재배 밀도가 높아 생산성이 높으나 껍질이 너무 얇아 기계로 수확을 하면 포도가 망가지므로 수작업으로 수확을 해야 한다. 가메이는 다른 포도품종에 비해 매우 옅은 맛을 가지고 있는 것으로도 유명하다. 라이트-바디한 맛과 높은 산도, 적은 탄닌으로 생선요리에도 잘 어울린다. 베이스 아로마는 딸기, 체리, 배 등의 상큼한 과일들과 풍선껌 향.

### 백포도주용
- 리슬링 (Riesling)
- 샤도네이 (Chardonnay)
- 슈넹 블랑 (Chenin Blanc)

## 주요 국가별 포도 생산량

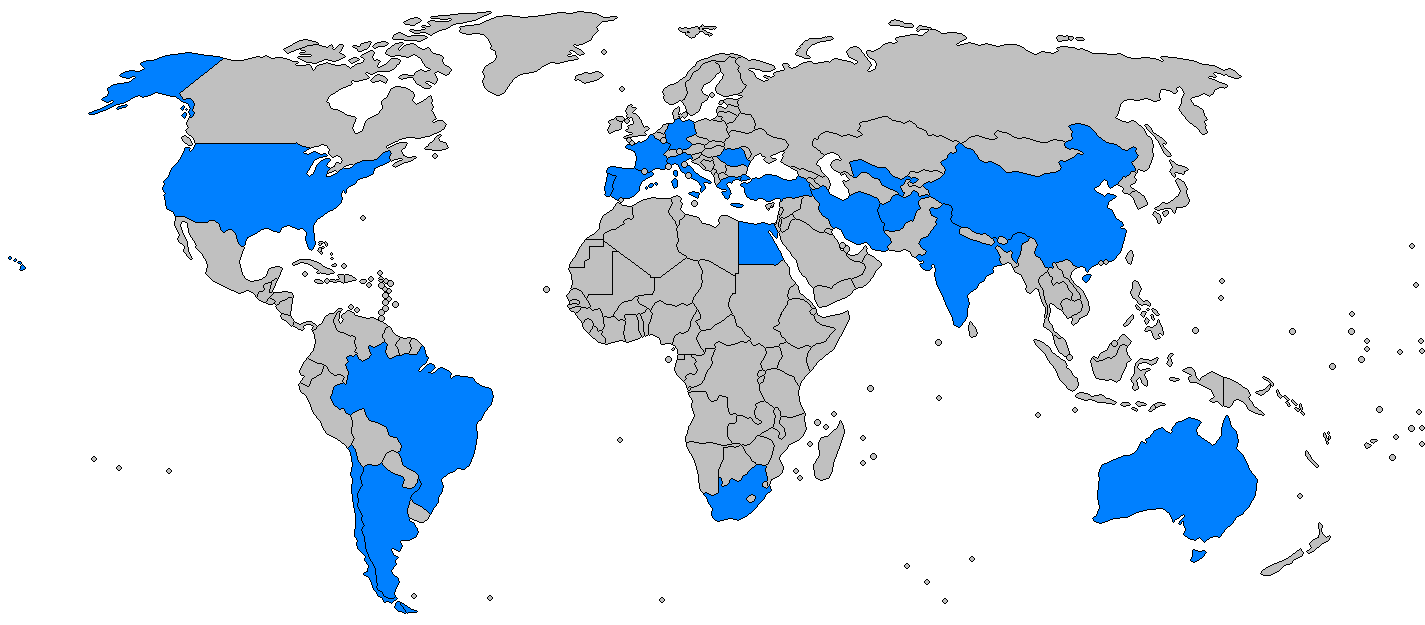
2012년 상위 20개 포도 생산 국가.

2007년 기준, 세계 10대 포도 생산 국가와 그 생산량은 다음과 같다.
| 국가명   | 생산량(단위:톤) | 국가명            | 생산량(단위:톤) |
| -------- | --------------- | ----------------- | --------------- |
| 이탈리아 | 8,519,418       | 튀르키예          | 3,612,781       |
| 중국     | 6,787,081       | 이란              | 3,000,000       |
| 미국     | 6,384,090       | 아르헨티나        | 2,900,000       |
| 프랑스   | 6,044,900       | 칠레              | 2,350,000       |
| 스페인   | 5,995,300       | 남아프리카 공화국 | 1,813,003       |

자료 출처 - 국제연합식량농업기구 2007년 통계

## 이솝우화, 탈무드와 포도

### 여우와 포도나무 우화
이솝우화에는 높은 담장에 있는 포도나무의 포도를 성공적으로 먹으려다 실패한 여우의 이야기가 실려있다.

### 악마의 포도 이야기
유대인 지침서인 탈무드에서는 전해 내려오는 종교적인 내용 중에 따르면 포도를 숙성시켜 만든 술인 포도주가 악마의 선물이라는 종교적 내용이 전해진다.

## 갤러리

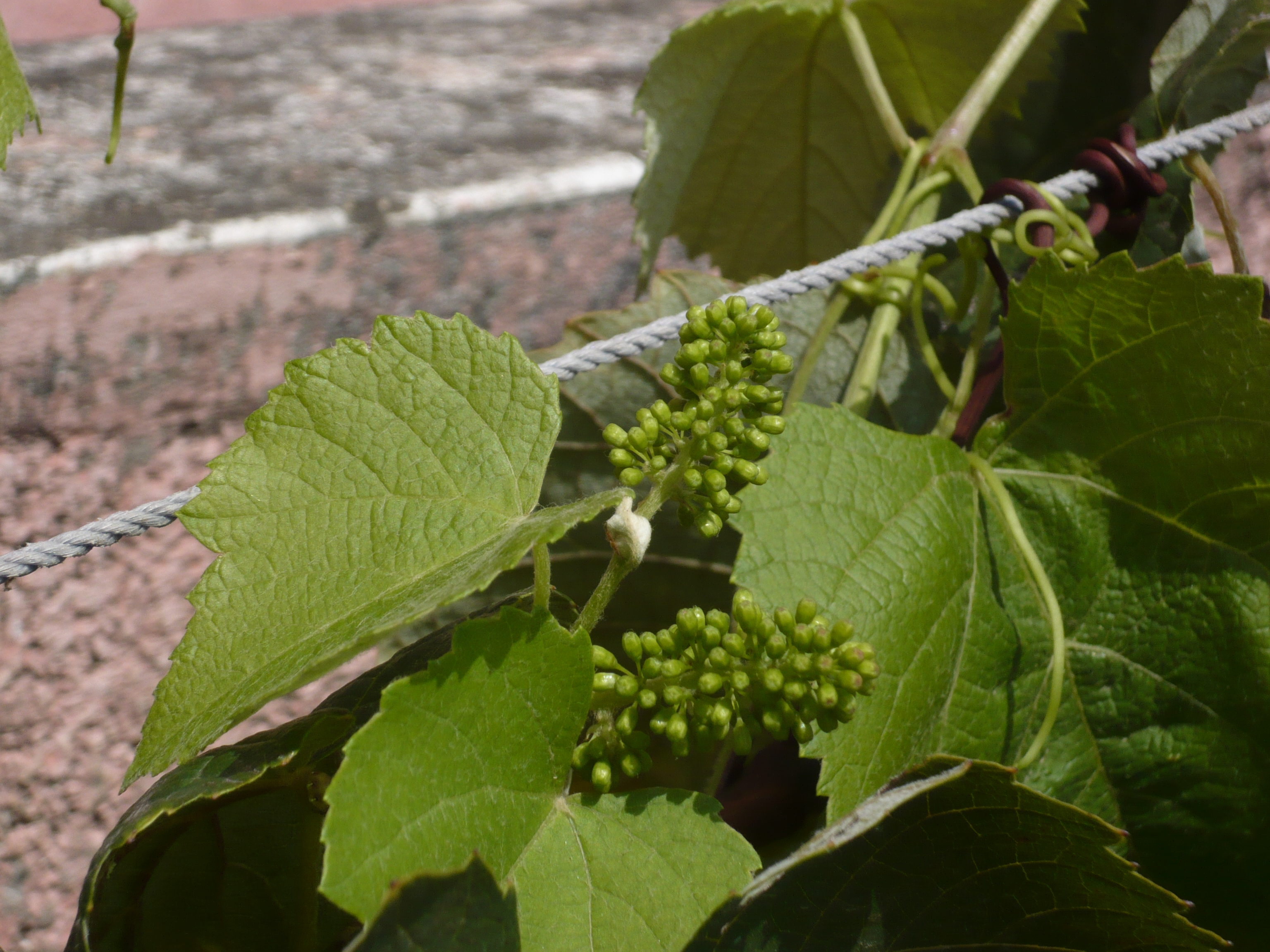
꽃봉오리
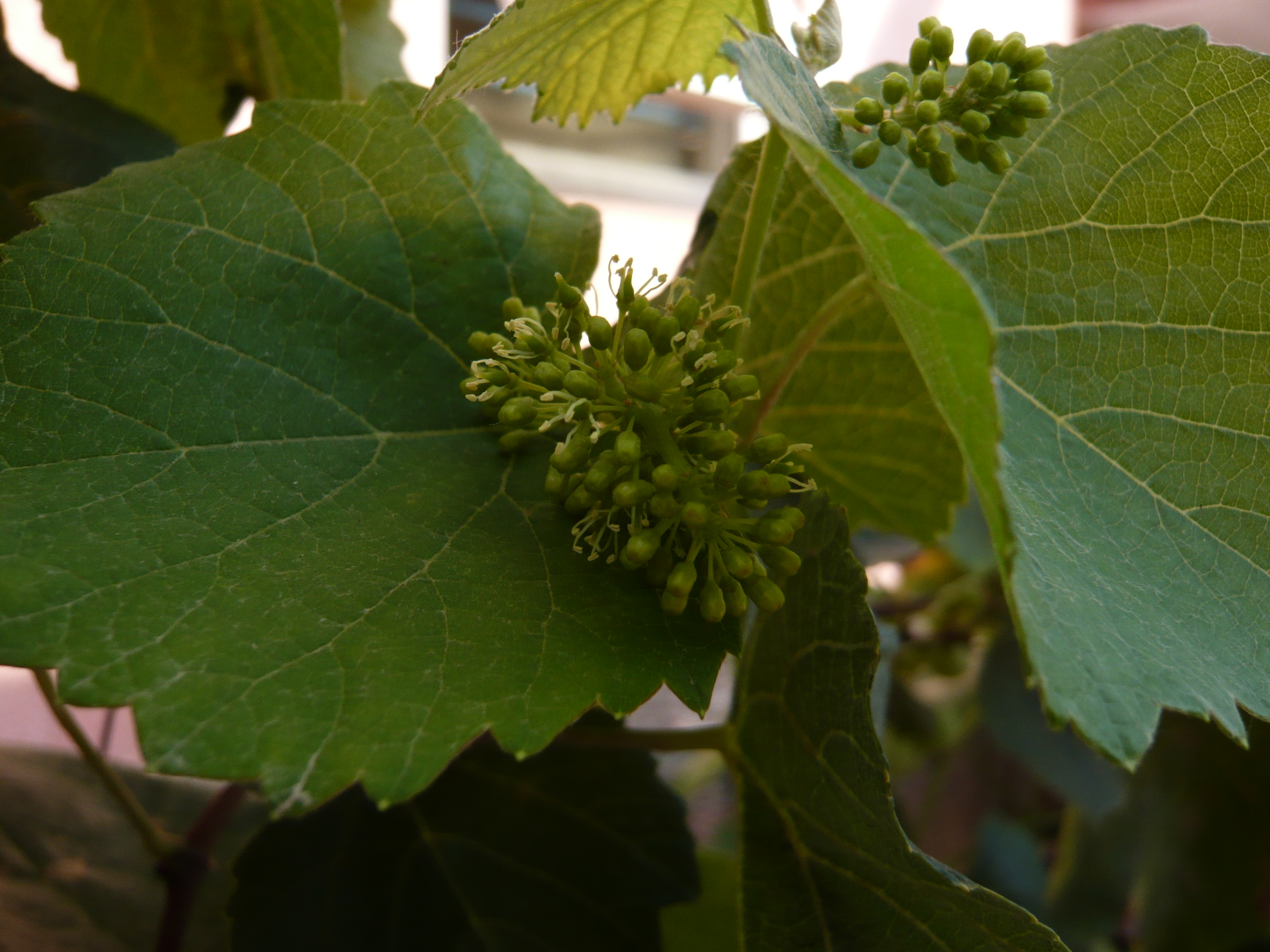
꽃
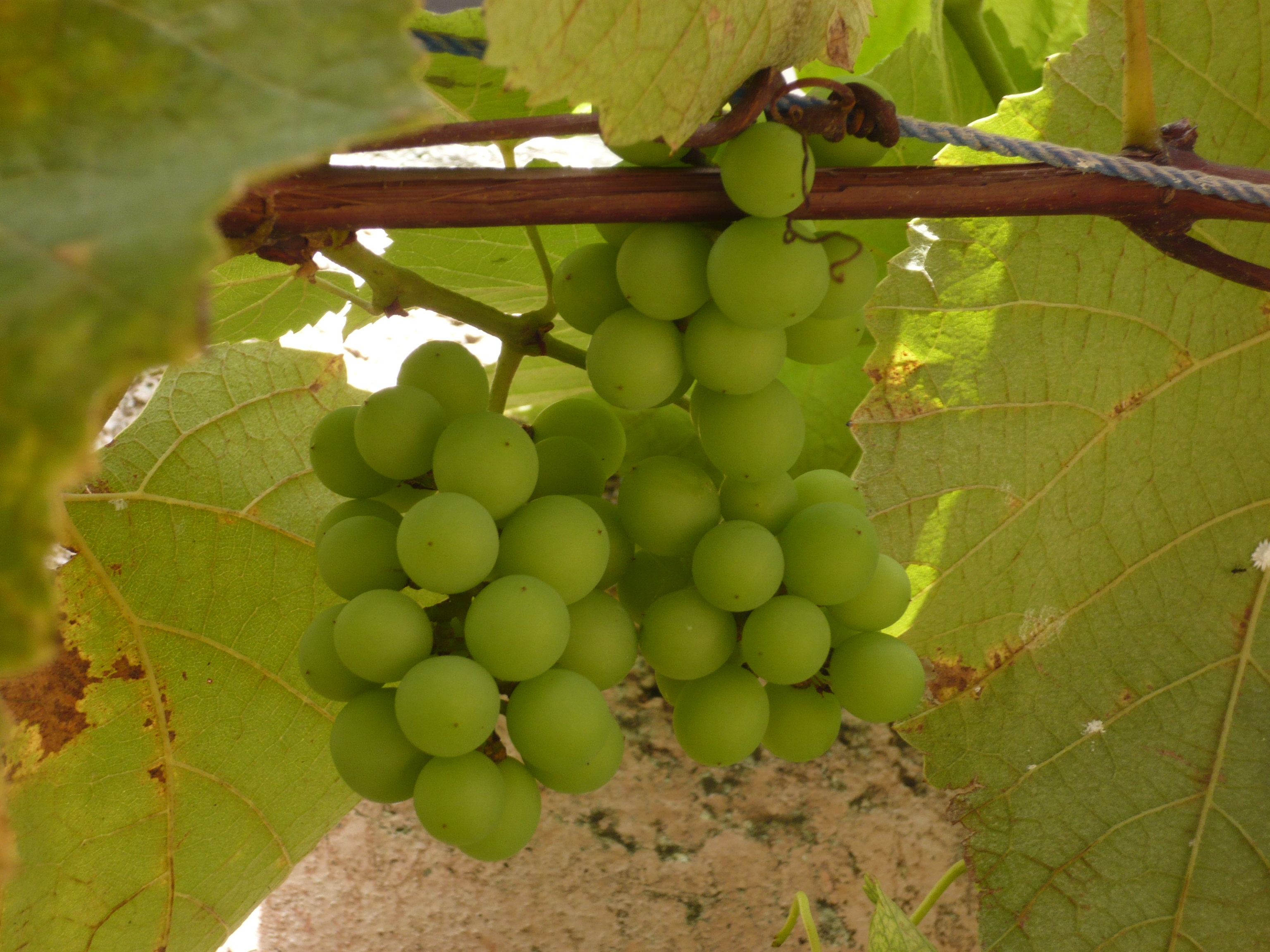
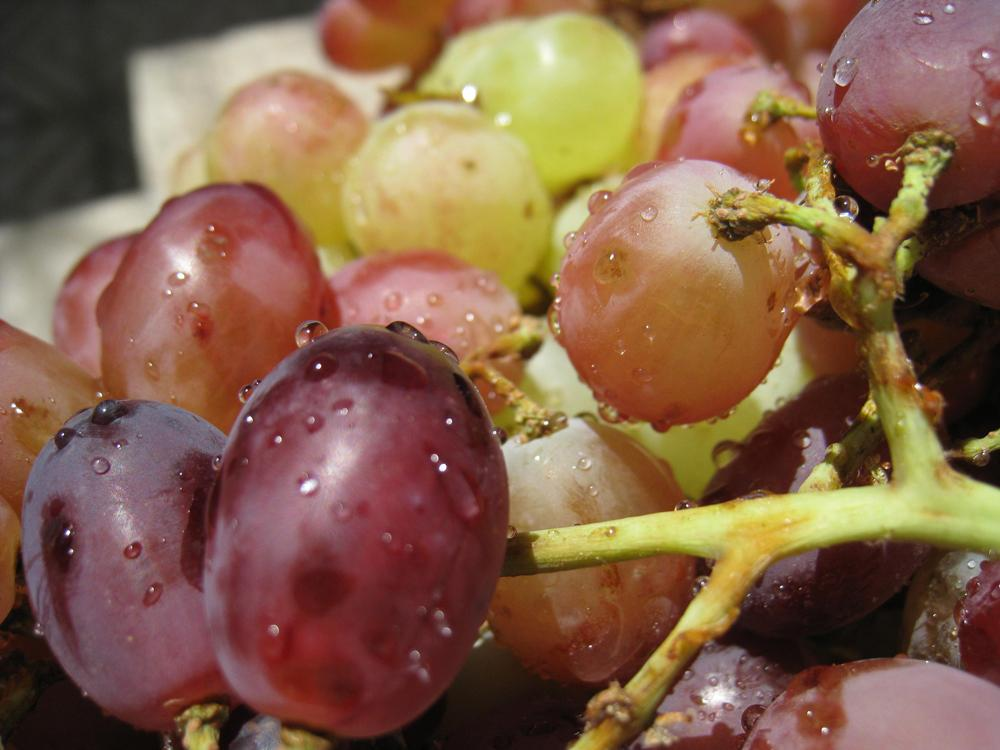
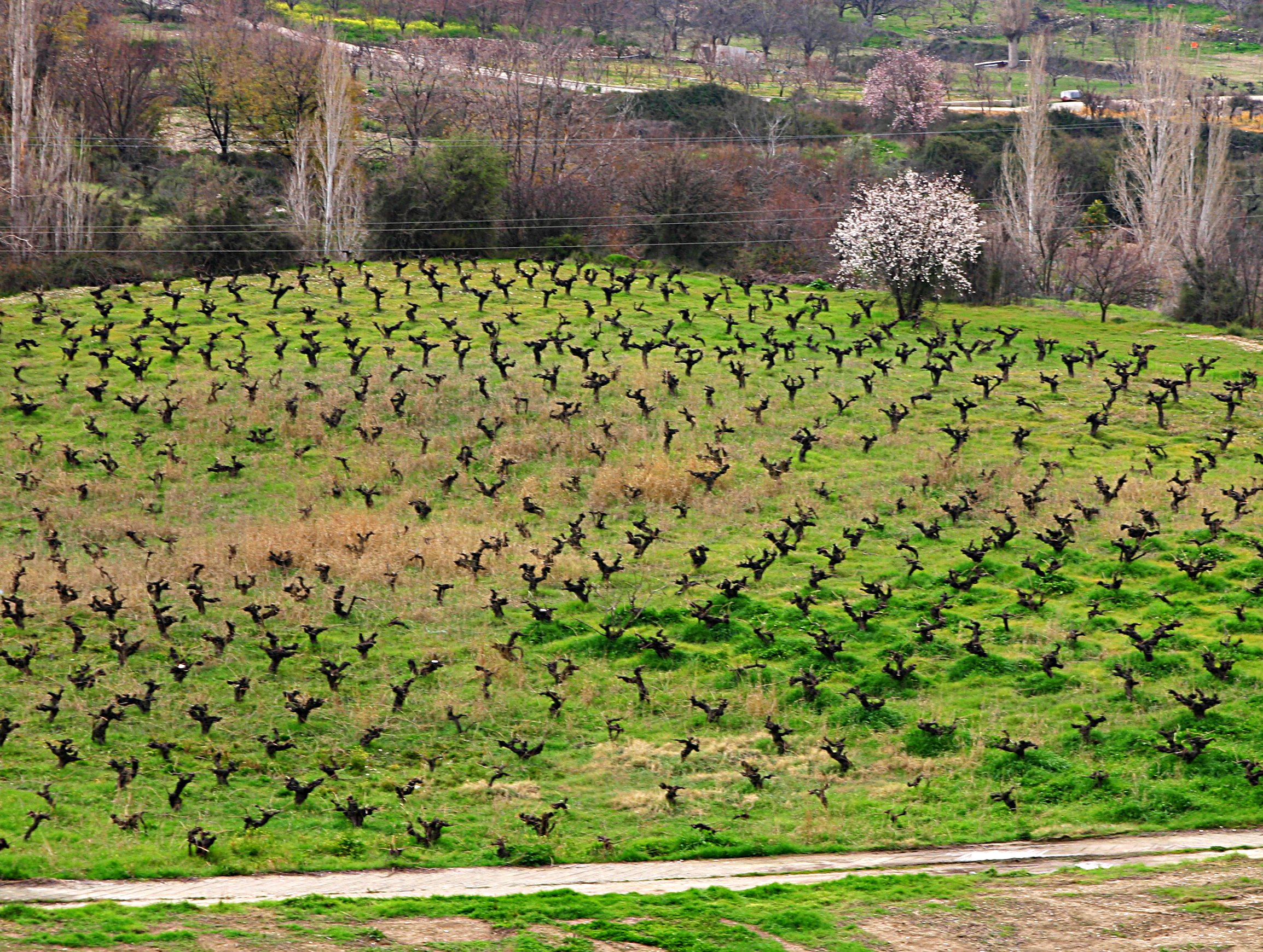

## 같이 보기
- 머루

## 포도를 이용한 음식
- 과실주
  - 포도주
    - 보르도 포도주
    - 부르고뉴 포도주
- 건포도
- 주스

## 포도씨를 이용한 음식
- 포도씨유

포도 관련 단체
- 한국포도생산자협의회
- 한국포도회

기타
- 대체 암 치료법
- 포도 재배

포도의 어원
포도는 이라크, 이란 주변에 존재했던 박트리아에서 건너와서 그 나라의 중국 한자 음역에서 왔다고 한다. 푸타오는 박트리아의 고대 음역. (나상배 저, 언어와 문화, ISBN 9788952103666)